# План Фелинац-Фелинац (Долина Аосте)
План Фелинац-Фелинац је насеље у Италији у округу Долина Аосте, региону Долина Аосте.
Према процени из 2011. у насељу је живело 937 становника. Насеље се налази на надморској висини од 559 м.